# Fine Young Cannibals (album)
Albums de Fine Young Cannibals
The Raw and the Cooked
(1989)
Singles
1. Johnny Come Home
Sortie : 29 mai 1985
2. Blue
Sortie : 1985
3. Suspicious Minds
Sortie : 2 janvier 1986
4. Funny How Love Is
Sortie : 1986

Fine Young Cannibals est le premier album studio du groupe britannique Fine Young Cannibals sorti en décembre 1985.
Il contient les singles Johnny Come Home et Suspicious Minds (reprise d'Elvis Presley) qui ont connu un succès international.
En 2013 l'album sort en édition Deluxe double CD avec en bonus des chansons apparaissant en face B des singles et des remixes.

## Musiciens
Fine Young Cannibals
- Roland Gift – chant
- Andy Cox (en) – guitares, orgue
- David Steele (en) – basse, piano, claviers

Musiciens additionnels
- Martin Parry - batterie
- Graeme Hamilton - trompette, piano sur Time Isn't Kind
- Gavin Wright - violon
- Saxa - saxophone sur Funny How Love Is
- Beverly, Gloria et Maxine Brown - chœurs sur Like a Stranger
- Jimmy Somerville - chœurs sur Suspicious Minds et On a Promise
- Jenny Jones - batterie et chœurs sur Couldn't Care More

## Liste des titres

### Édition originale vinyle
| 1. | Johnny Come Home       | - Roland Gift - David Steele | 3:35 |
| 2. | Couldn't Care More     | - Gift - Steele              | 3:30 |
| 3. | Don't Ask Me to Choose | - Andy Cox - Gift - Steele   | 3:05 |
| 4. | Funny How Love Is      | - Cox - Gift - Steele        | 3:28 |
| 5. | Suspicious Minds       | Mark James                   | 3:56 |

| 1. | Blue            | - Cox - Gift - Steele | 3:31 |
| 2. | Move to Work    | - Gift - Steele       | 3:26 |
| 3. | On a Promise    | - Gift - Steele       | 3:06 |
| 4. | Time Isn't Kind | - Cox - Gift - Steele | 3:12 |
| 5. | Like a Stranger | - Gift - Steele       | 3:28 |

### Édition Deluxe
CD1
1. Johnny Come Home - 3:37
2. Couldn't Care More - 3:31
3. Don't Ask Me to Choose - 3:12
4. Funny How Love Is - 3:28
5. Suspicious Minds - 3:59
6. Blue - 3:31
7. Move to Work - 3:28
8. On a Promise - 3:08
9. Time Isn't Kind - 3:25
10. Wade in the Water (Traditionnel, arrangements Andy Cox/David Steele/Roland Gift) -	2:57
11. Love for Sale (Cole Porter) - 2:51
12. Motherless Child (Traditionnel, arrangements Andy Cox/David Steele/Roland Gift/Joe the Sqid) - 2:37

CD2
1. Johnny Come Home (Mark Moore 12" Remix) - 4:49
2. Johnny Come Home (Extended Mix) - 5:40
3. Johnny Come Home (That Other Mix) - 5:09
4. Johnny Takes a Trip - 5:02
5. Suspicious Minds (Extended Mix) - 4:39
6. Suspicious Minds (Suspicious Mix) - 7:55
7. Suspicious Minds (US Remix) - 5:24
8. Suspicious Minds (Caught In A Dub) - 7:43
9. Suspicious Minds (Shakedown Mix) - 3:48

## Classements hebdomadaires
| Classement (1985-1986)        | Meilleure position |
| ----------------------------- | ------------------ |
| Allemagne (Media Control AG)  | 42                 |
| Australie (ARIA)              | 2                  |
| Canada (RPM Top Albums)       | 21                 |
| États-Unis (Billboard 200)    | 49                 |
| Nouvelle-Zélande (RIANZ)      | 11                 |
| Pays-Bas (Mega Album Top 100) | 21                 |
| Royaume-Uni (UK Albums Chart) | 11                 |
| Suisse (Schweizer Hitparade)  | 17                 |

## Certifications
| Pays                  | Certification | Unités certifiées |
| --------------------- | ------------- | ----------------- |
| Canada (Music Canada) | Platine       | 100 000           |
| Royaume-Uni (BPI)     | Or            | 100 000           |